# Bitwa pod Kurowem (1831)
Bitwa pod Kurowem – bitwa stoczona 3 marca 1831 roku w czasie powstania listopadowego.
Rozegrała się między wojskami polskimi i rosyjskimi. Wygrali ją Polacy z jednostek korpusu generała Józefa Dwernickiego.

## Tło historyczne
W tym czasie na głównym froncie powstania panował zastój. Polacy po bitwie grochowskiej nie mieli pomysłu na prowadzenie operacji wojennych, a Rosjanie nie mieli możliwości szturmu na Warszawę.
Generał Dwernicki (6500 żołnierzy i 12 dział) realizował plan dostania się w Lubelskie a następnie na Wołyń i Podole, w celu wzniecenia tam powstania. Zdobycie 26 lutego przez polskich partyzantów Kazimierza i Puław umożliwiło wojskom Dwernickiego przedostanie się na drugi brzeg Wisły. Po przeprawie Dwernicki 2 marca stanął w Puławach, gdzie przez cały dzień Rosjanie starali się wyprzeć Polaków za Wisłę (bitwa pod Puławami).
Następnego dnia Dwernicki ruszył traktem lubelskim w ślad za tylną strażą cofającego się generała Cypriana Kreutza, którą dowodził pułkownik Tuchaczewski. Rosyjska straż tylna, licząca 6 szwadronów, 3 sotnie kozaków i 2 działa maszerowała w tym czasie na Markuszów.

## Przebieg bitwy
Idące w pościgu na Markuszów za tylną strażą Kreutza oddziały Dwernickiego niespodziewanie z rana 3 marca natknęły się przed Kurowem na jazdę rosyjską generała Kawera (6 szwadronów, 2 sotnie kozaków i 4 działa), która pojawiła się od strony Końskowoli. Straż przednia wojsk Dwernickiego – dywizjon 4 pułku ułanów i szwadron księcia Józefa, przedarła się przez most na rzeczce Kurówce i zmusiła Rosjan do cofnięcia się, a kontynuując pościg, dopędziła ich pod Kurowem. Zdobyto dwa działa, wzięto dwudziestu jeńców. Jazda polska ze straży przedniej wpadła do Kurowa, zanim piechota polska zdążyła wykonać manewr oskrzydlający.
Jazda Kawera porzuciwszy działa uszła do Markuszowa, gdzie osłonił ją Tuchaczewski. Połączone siły rosyjskie odrzuciły jazdę polską i ruszyły za nią w pościg. Pod Kurowem Rosjanie wpadli na główne siły Dwernickiego i zostali pobici. Ostatecznie wycofali się do Jastkowa. W bitwie pod Kurowem odznaczył się porucznik Eustachy Ostaszewski, który poległ w tej bitwie.

## Konsekwencje
Bitwa niewiele zmieniła jednak w strategicznym położeniu powstania, nawet w ocenie sytuacji regionu. Główne siły rosyjskie operujące na Lubelszczyźnie wycofywały się, unikając stoczenia walnej bitwy. Nadal stanowiły zagrożenie dla szlaków komunikacyjnych z twierdzą zamojską, pośrednio zagrażały kuźni powstania – Sandomierszczyźnie i zagrażały okrążeniem Warszawy od zachodu. Należało podjąć z nimi walkę, aby myśleć o znaczącej poprawie sytuacji. Dwernicki kontynuował marsz w kierunku Lublina, posuwając się wzdłuż traktu Radom-Lublin. Kreutz opuścił Lublin 4 marca. Dwernicki zajął miasto tego samego dnia.
Na froncie głównym nadal panował zastój. Bitwa miała pewne znaczenie moralne, pokazywała, że z Rosjanami można walczyć i zwyciężać (ofensywa Dwernickiego to pierwszy przemyślany i znaczący zespół działań militarnych po bitwie grochowskiej), aczkolwiek rozbijanie przednich straży to zwycięstwo zbyt małe, by rozbudzić pogrążoną w apatii generalicję.